# Gerard Wall
Gerard Aloysius Wall, né à Christchurch le 24 janvier 1920 et mort en 1992, est un homme politique néo-zélandais.

## Biographie
Diplômé de chirurgie de l'université d'Otago, il établit son cabinet médical à Denniston. Il pratique ensuite un temps la chirurgie orthopédique et la chirurgie plastique au Royaume-Uni, avant de s'établir à nouveau en Nouvelle-Zélande comme surintendant d'un hôpital de la ville de Blenheim.
Membre du Parti travailliste, en 1969 il est élu député de la ville de Porirua à la Chambre des représentants de Nouvelle-Zélande. De confession catholique et de conviction conservatrice, il s'oppose à l'avortement et propose, sans succès, une peine d'emprisonnement pour toute « promotion de l'homosexualité ». En décalage croissant avec les idées libérales et progressistes du parti, il est élu président de la Chambre des représentants en 1985 à la mort de Basil Arthur, ce qui le contraint à un rôle politiquement neutre. L'un de ses successeurs, Trevor Mallard (en), le décrit en 2022 comme n'ayant pas une bonne maîtrise des procédures parlementaires durant sa présidence, et ajoute qu'il ne pouvait pas tenir « plus de quarante minutes environ » dans l'enceinte de la Chambre en raison de son besoin compulsif de fumer. Le commentateur politique Bob Jones (en) décrit pour sa part Gerard Wall comme « un président épouvantablement injuste », qui excluait fréquemment de la Chambre les députés du Parti national. 
Gerard Wall ayant transféré son cabinet médical à son logement de fonction au Parlement, les députés y voient, le soir, des patients atteints d'addiction y faire la queue pour obtenir une prescription de méthadone.
Il ne se représente pas aux élections de 1987, et est fait chevalier à la suite de sa retraite parlementaire.